# Dai Satō
Dai Satō (jap. 佐藤 大, Satō Dai; * 16. August 1971 in der Präfektur Saitama) ist ein ehemaliger japanischer Fußballspieler.

## Karriere
Satō erlernte das Fußballspielen in der Schulmannschaft der Kawaguchi High School. Seinen ersten Vertrag unterschrieb er 1990 bei Hitachi (heute: Kashiwa Reysol). Der Verein spielte in der zweithöchsten Liga des Landes, der Japan Soccer League Division 2. 1990/91 wurde er mit dem Verein Meister der Division 2 und stieg in die Division 1 auf. 1994 wurde er mit dem Verein Vizemeister der Japan Football League und stieg in die J1 League auf. Ende 2003 beendete er seine Karriere als Fußballspieler.

## Erfolge
Kashiwa Reysol
- J.League Cup

Sieger: 1999